# New Hope (Pensilvânia)
New Hope é um distrito localizado no estado norte-americano de Pensilvânia, no Condado de Bucks.

A cidade de New Hope localiza-se no Rio Delaware ao longo da fronteira de Nova Jérsia. Sendo uma cidade de 2.500 habitantes possui lojas de antiguidades usadas, festivais de artes, lojas de músicas, lojas de parafernália de drogas e um próspero teatro local que tem produzido muitas estrelas da Broadway.

## Demografia
Segundo o censo norte-americano de 2000, a sua população era de 2252 habitantes.
Em 2006, foi estimada uma população de 2291, um aumento de 39 (1.7%).

## Geografia
De acordo com o United States Census Bureau tem uma área de
3,7 km², dos quais 3,3 km² cobertos por terra e 0,4 km² cobertos por água.

## Localidades na vizinhança
O diagrama seguinte representa as localidades num raio de 16 km ao redor de New Hope.